# Клочково (Костанайская область)
Клочково (каз. Клочков) — село в Камыстинском районе Костанайской области Казахстана. Административный центр и единственный населённый пункт Клочковского сельского округа. Находится примерно в 37 км к юго-востоку от районного центра, села Камысты. Код КАТО — 394849100.

## Население
В 1999 году население села составляло 885 человек (423 мужчины и 462 женщины). По данным переписи 2009 года, в селе проживали 522 человека (254 мужчины и 268 женщин).